# قرار مجلس الأمن التابع للأمم المتحدة رقم 2009
قرار مجلس الأمن التابع للأمم المتحدة رقم 2009، المتخذ بالإجماع في 16 سبتمبر 2011. المتعلق بليبيا وصدر بعد بضعة أسابيع من دخول قوات المعارضة الليبية لمدينة طرابلس وكانت تحت قبضة القوات الموالية للعقيد معمر القذافي.
وتلخص أهم نقاط القرار في تشجيع المجلس الوطني الانتقالي على المصالحة الوطنية وتشجيعه على احترام حقوق الإنسان والالتزام بالمواثيق السابقة وتخفيف تجميد الأصول المفروض حسب قرار مجلس الأمن 1970.

## أهم نقاط القرار
مما نص عليه القرار:
1. يرحب بتحسن الوضع في ليبيا ويترقب الاستقرار فيها.
2. يترقب تشكيل حكومة انتقالية في ليبيا
3. يؤكد على تحسين المشاركة المتكافئة والتامة للنساء والأقليات المتعلقة بالعملية السياسية.
4. يرحب بتصريحات المجلس الوطني الانتقالي الداعية للوحدة والمصالحة الوطنية والعدالة ودعوته لكل الليبيين بكل معتقداتهم وخلفياتهم الإحجام عن الأعمال الانتقامية والاحتجاز العشوائي.
5. تشجيع المجلس الانتقالي كي:
  1. يحمي سكان ليبيا ويُعيد الخدمات الحكومية وتخصيص أموال ليبيا بانفتاح وشفافية.
  2. يمنع خرق حقوق الإنسان مرة أخرى، والقانون الإنساني الدولي.
  3. يضمن عملية سياسية استشارية مع رؤية لاتفاق حول الدستور، وإدارة انتخابات عادلة، وحرة.
  4. ضمان أمان الأجانب في ليبيا، خصوصاً من هُدد، واُحتجز، أو أُسيئت معاملته.
  5. يمنع انتشار صواريخ أرض جو التي يحملها البشر، والأسلحة الخفيفة، ووضع رقابة الأسلحة في ليبيا وفق القانون الدولي.
6. يُلاحظ نداء المجلس الانتقالي لتجنب الأعمال الانتقامية، خصوصاً تلك الموجهة ضد العمالة الأجنبية.
7. يحث السلطات الليبية على تحسين حقوق الإنسان، وحمايتها، والوفاء بالتزاماتهم تجاه القانون الدولي، خصوصاً القانون الإنساني الدولي، والبحث عن المسؤولين عن الانتهاكات، خصوصاً الجنسية منها، ومحاسبتهم وفق المعايير الدولية.
8. يحث السلطات الليبية على حماية البعثات الدبلوماسية.
9. يعبر عن تصميمه لمساعدة الليبيين على تحقيق هذه الأهداف.
10. يدعو السلطات الليبية للوفاء بالتزاماتها الدولية وتنفيذ العقود الموجودة والالتزام بها.

## تفويض الأمم المتحدة
1. إنشاء بعثة الأمم المتحدة للدعم في ليبيا وإقرار أن تفويض تلك اللجنة هو مساعدة الليبين في:
  1. استعادة الأمن العام والنظام وتحسين دور القانون.
  2. تشجيع المصالحة الوطنية.
  3. توسيع سلطة الدولة واستعادة الخدمات العامة.
  4. حماية حقوق الإنسان وتحسينها.
  5. اتخاذ الخطوات اللازمة لتعافي الوضع لاقتصادي.

## حظر الأسلحة
ما أُقر في الفقرة 9 من القرار 1970 يجب أن لا يطبق في ليبيا بخصوص تزويد، أو توريد الأسلحة ومتعلقاتها بكافة الأنواع.

## تجميد الأصول
1. رفع التجميد عن المؤسسة الوطنية للنفط وشركة الزويتينة للنفط.
2. تخفيف التجميد مصرف ليبيا المركزي والمصرف العربي الليبي الخارجي وهيئة الاستثمار الليبية والمحفظة الاستثمارية الليبية الأفريقية.
3. عدم توفير الأرصدة المفرج عنها لمن خضع للإجراءات المفروضة في القرارين 1970 و1973 (على الأغلب القذافي وأولاده).
4. يطلب من صندوق النقد الدولي والبنك الدولي العمل مع السلطات الليبية على خطة لتقييم الوضع المالي العام للدولة.

## منطقة الحظر الجوي
مع مراعاة تحسن الوضع في ليبيا، يُنهى التفويض المعطى حسب القرار 1973، بالتشاور مع السلطات الليبية، مع التوقف عن الفقرة 17 من قرار 1973، من تاريخ صدور هذا القرار.

## التعاون والتقرير
يطلب من الأمين العام إعداد تقرير عن تطبيق القرار، في خلال أربعة عشر يوماً من تبنيه، ثم إعداد مثيله كل شهر وبقاءه ملماً للوضع.

## وصلة خارجية
اعتراف أممي بالمجلس الانتقالي الليبي